# Remnants of songs... an Amphigory

Remnants of songs... an Amphigory est une œuvre pour alto et orchestre composée par Olga Neuwirth en 2009.

## Histoire
Cette partition a été écrite pour le soliste Antoine Tamestit. Elle est dédiée à la mécène Betty Freeman. Le titre, qui veut dire en anglais « Vestiges de chansons... un amphigouri », s'inspire d'un livre d'Ulrich Baer, Remnants of Song: Trauma and the Experience of Modernity in Charles Baudelaire and Paul Celan, qui a pour sujet l'influence des traumatismes sur la création artistique. Le titre indique aussi que l'œuvre contient des souvenirs de chansons traditionnelles, ainsi que du nonsense (amphigoury).
L'œuvre a été créée le 10 octobre 2009, dans la salle Helmut-List-Halle de Graz, par Antoine Tamestit à l'alto, avec l'Orchestre symphonique de la radio de Vienne sous la direction de Peter Eötvös.
Elle a été rejouée à Londres à l'occasion des Proms de 2012, par Lawrence Power à l'alto et l'Orchestre Philharmonia sous la direction de Susanna Mälkki.
Sa durée d'exécution est d'à peu près 20 minutes.